# Folkloristik
Folkloristik eller folkminnesforskning är samlingsnamn för läran om alla yttringar av folktro och diktning. Den omfattar vetenskapliga studier av folklor som utgör materialet. Med andra ord studeras sagor, sägner, gåtor, ordspråk och vitsar, samt olika uppfattningar inom bland annat folkmedicin, ritualer, magi och religion. 
Andra kulturforskare brukar studera vad människor berättar, medan man inom folkloristiken också undersöker hur de berättar och analyseras hur folk skapar sig olika föreställningar utifrån nedärvda traditioner och kollektiva värderingar. Med folk menades till en början endast allmogen, men numera räknas alla människor som "folk" ifall de socialt tillhör en grupp med gemensamma traditioner.
Traditionellt sett har folkloristiken alltså haft en stark anknytning till allmogekulturen, men den innefattar nu även moderna företeelser som till exempel urban legends och netlore, med myter och rykten som sprids via internet.

## Vetenskapshistorisk översikt

### Begreppet folklore
Begreppet "folklore", på svenska tidigare folklor, är inte särskilt gammalt: det myntades 1846 av engelsmannen William Thoms. Det blev ett slagkraftigt ord som omfattade vad en gruppering inom det tidiga 1800-talets intellektuella tyckte var intressant hos landsbygdens underklass; estetiska uttrycksformer som föreföll ålderdomliga, genuina och ursprungliga. Man måste här hålla i åtanke att det som forskarna ansågs intressant hos underklassen, var inte deras kulturella uttryck som helhet, utan vad som kunde inordnas i den redan självklara, högre ståndskulturen. Därför kom folklor framför allt att konstrueras efter följande två linjer: 
- Utifrån idén att folklor genom muntlig tradition med överföring från en generation till nästa, konserverat de äldsta uttrycken inom en nation, vilket medförde att allt vad som föreföll ålderdomligt godtogs som folklor.

- Utifrån principen att "det enkla folket" stod för det naturliga och sunda. Det otuktade ansågs vara en motpol till det kultiverade mer mogna samhället, vilket i praktiken innebar att folklor definierades vara en lägre stående motsats till de borgerliga mer utvecklade kulturyttringarna.

Till skillnad från den borgerliga kulturens skrifter skulle folklor existera i muntlig form och den kände upphovsmannen motsvarades av en kollektiv anonymitet ("folket diktar"). Efter hand kom också variationsrikedomen, bristen på en auktoriserad utformning av varje enskild berättelse, visa, dans etc, att utgöra ytterligare ett viktigt kriterium. Detta som en följd av ett rikt insamlingsarbete, som visade att utformningen kunde variera inom tid och rum. 
Dessa kriterier; muntlighet, tradition, anonym upphovsman, variantbildning har långt in på 1900-talet dominerat definitionen av begreppet folklor. Vad som kan understrykas är att dessa kriterier enbart motsvarar ett urval av de kulturuttryck som 1800-talets underklass använde. De karaktäriserar det som mest kontrasterade mot överklassens kultur, men inte de former som sammanföll med borgarklassens som till exempel Bibeln, eller som vuxit fram ur ett sentida samspel med borgarklassen.

### Definition av folkloristik
Folkloristik har definierats på olika sätt i olika länder beroende på skiftande gränsdragningar mellan universitetsämnen. I länder som Finland, Norge, Danmark, Irland och USA är det ett självständigt ämne. I Sverige ingår det i etnologi/folklivsforskning, medan det i andra länder inte finns som självständigt ämne, utan motsvaras av forskning inom litteraturvetenskap, religionsvetenskap, kulturantropologi eller andra ämnen.
I de flesta andra länder går ämnet etnologi under benämningen etnografi.

### Framväxten av folkloristik
Redan på 1600-talet vaknade ett intresse för svensk historia, som bidrog till omfattande insamlingar av gamla sägner och visor från hela landet. Under 1700-talet kom den så kallade upplysningen, vars förespråkare lät insamla olika sorters material om gammalt skrock. Anledningen var att man ville skapa kunskap och undanröja vidskepelsen genom att få den beskriven och analyserad. Dessutom tilltog ett fortsatt intresse för "folket" och "massan", vilket hade stimulerats av franska revolutionen, framförallt bland de intellektuella. Sociologin grundades under denna period och även närliggande discipliner som studerade icke-elitkulturer, såsom folkloristik, (ty. Volkskunde) och antropologi (ty. Völkerkunde, eng. ethnology) blev fashionabla. Flera faktorer samverkade under 1700-talets andra hälft och i 1800-talets början, till att i Europa skapa ett intresse för underklassens muntliga kulturformer. En av dem är separationen mellan skriftlighet och muntlighet, vilken har gått så pass långt att de muntligt existerande formerna upplevs som någonting helt annorlunda, och därmed är möjliga objekt för utforskning.   
En annan faktor var de omvälvningar i samhällsstrukturen som skedde med borgerskapets framväxt och jordägarna/adelns tillbakagång, vilket gjorde att synen på olika klassers ställning i samhället förändrades. I detta sammanhang blev bönderna intressanta, från att tidigare främst varit löjeväckande undersåtar ansågs de nu vara en del av folket. Nationalismen, idéströmningen kring språklig enhet och gemensamt ursprung, som grund för statsindelning i motsats till de existerande feodalstatsprinciperna, blev ytterligare en viktig faktor. 
Gemensamt för dessa faktorer är att de är förenliga med ett synsätt som tillskriver böndernas kulturella uttryck status av att representera en autentisk och ursprunglig kultur, som kan kontrasteras mot en internationell bildnings- och överklasskultur och en massproducerad underhållningskultur. I detta idésammanhang blev det en viktig uppgift att fästa muntligt existerande underklasskultur i skrift, genom att återberätta historier, återge språkliga formuleringar, sångtexter och melodier, samt beskriva handlingar. I 1800-talets början inföll romantiken med inriktning på att samordna det historiska med det exotiska. Ordet "folk" skapades som ett idealiserande prefix i massor av olika ord, varmed intresset för folkloristiken ökade avsevärt. 

### Romantiken
Några av de viktigaste förebilderna var James Macphersons Ossians sånger (1762-63), som för den bildade publiken skapade bilden av den keltiske barden, som framför ålderdomliga berättelser i sångens form. Med Herder fick begreppet folk en betydelse där aspekter av språk, klass och historia vävdes samman till en nationell symbolik, bl.a. i hans utgåva Volkslieder som utkom 1778-79. Den innehöll sånger som representerade olika folk. Därefter kom insamling och utgivning främst att ske utifrån enhetlighetsprinciper, där de verksamma i regel handlade utifrån egen nationell övertygelse. 
Den största betydelsen kom de tyska bröderna Grimm att få genom några viktiga utgåvor: Kinder- und Hausmärchen 1812-15 och deutsche Sagen. Bröderna Grimms uppfattning var att sagorna utgjorde ett germanskt arv som härstammade ur gamla myter. Dessa utgåvor inspirerade intellektuella i alla delar av Europa att på samma sätt som bröderna Grimm söka upp småbönder, landsbygdshantverkare, pigor och drängar, soldater och tiggare, för att efter deras diktamen nedteckna berättelser och sånger och sedan utge dem, ofta i bearbetad form, i böcker som riktades till en bildad publik och i termer av "nationellt arv". 
Intresset för folklor under 1800-talet följer huvudsakligen fyra linjer. En är den kulturpolitiskt/estetiska, där utgivningen av folklor i sig är ett självändamål. Folksägnernas ångestladdade folktroinnehåll och visornas och instrumentalmelodiernas annorlunda melodilinjer var egenskaper som gav dem en plats som barnlitteratur. Detta tillsammans med de nationalistiska strömningarnas höga värdering av värdet, att sprida och befästa folklor, bidrog till att uppteckning och utgivning blev ett ändamål i sig. Dessutom var folklor också av vetenskapligt intresse utifrån tre delvis överlappande linjer. Den ena var den religionshistoriska, där folklor sågs som rester av förkristen religion. Jacob Grimm såg folksagorna som religiösa myter, som reducerats till underhållande berättelser, varmed han försökte rekonstruera dessa i sitt arbete Deutsche Mythologie (1835). 
På samma sätt kunde sägner, rim och ramsor, egendomliga seder i samband med arbete och fest, tolkas vara rester av religiös kult. En stor del av 1800-talets och det tidiga 1900-talets folkloristik är utformad som försök att tolka folklor i ljuset av olika religionshistoriska teorier; förfäderskult, solkult, omformning av antikens religion etc. En viktig metodisk frågeställning var frågan om folksagogenrens ursprung – det konstaterades att Europa kunde ses som ett enhetligt traditionsområde genom att många sagor förekom på många olika språk, och genom skriftliga belägg kunde förbindas med de antika medelhavskulturerna, Persien och Indien. Detta vida geografiska samband användes för att understödja olika teorier om genrens ursprung. 
Den andra linjen var den historiska, där folklor sågs som en källa till politisk historia, till exempel i form av berättelser och visor om kungar, adelsmän och krigare, om krig och andra historiska händelser. Den tredje linjen var den kulturhistoriska; folklor kunde, enligt synen på den som ålderdomlig, ses som länkar i litteraturhistorisk och musikhistorisk framställning, där den fick representera forntid och medeltid i brist på bevarade skriftliga källor från dessa tider. Språkhistoriskt var folklor också intressant genom att den i bunden form förmedlade ålderdomliga ord eller genom att den utfördes på dialekter, vilka man hade uppmärksammat var mer ålderdomliga än riksspråket.

### Vetenskaplighet
Under senare delen at 1800-talet och under 1900-talets första decennier bildades organisationer i flera länder och arkiv grundades för systematisk insamling av folklor, vilket utgjorde led i ett institutionaliserande av folklorstudier. Detta skedde i anknytning till universiteten, som självständiga statliga institut eller inom fristående organisationer av nationell karaktär. Gradvis etablerades folkloristik som ett självständigt examinationsämne och med fasta lärartjänster vid universiteten, från att tidigare varit ett tvärvetenskapligt forskningsfält.
Samtidigt slog en mer källkritisk hållning igenom i humanistisk forskning. Ett resultat av detta blev en generell skepsis mot folklor som historisk källa. Ett annat var en omvärdering av 1800-talets folkloristiska praxis, där bearbetning för att passa en bildad publik länge hade varit en självklarhet. Nu ställdes vetenskapliga krav på att utgå från obearbetade texter, att skilja ut sentida efterbildningar och också ta ställning till den variationsrikedom som folklor uppvisade när det gällde utformningar av en och samma text, inom och över nationsgränser. 
Ett internationellt forskningsutbyte i organiserad form växte fram genom Folklore Fellows (1907) som verkade för att samordna forskning, bl.a. genom att upprätta nationella och internationella typ- och motivkataloger. Tillkomsten av och behovet av dem utgick från de teoretiska utgångspunkter som kommit att dominera; att frågan om folksagogenrens historia måste lösas genom det sammantagna utforskandet av varje enskild sagotyps historia, och att varje enskild sagas historia skulle skrivas med utgångspunkt från alla kända varianter, vars geografiska och historiska spridningsbild skulle vara underlag för att rekonstruera sagans urtyp. 
Denna metodologi gällde inte enbart sagor, utan blev dominerande för studiet av alla former av folklor. Det sammantagna resultatet av en mängd studier av enskilda sagor gav dock inget meningsfullt svar på ursprungsfrågorna. I ett större perspektiv går det att tala om ett kulturhistoriskt paradigm som dominerande fram till 1960-talet inom folkloristik och etnologi, där den vetenskapliga huvuduppgiften var att utgå från enskilda element (en saga, visa, ritual, ett påstående etc) i 1800-talets uppteckningsmaterial och förbinda dem med äldre belägg i olika skriftliga källor.

### Förnyelse
Under 1960-talet kom en förnyelse av folkloristiken genom nyorientering på flera plan. Tidigare hade ett tänkesätt som Alan Dundes har kallat "den devolutionistiska premissen" dominerat; folklor var något som hade haft en guldålder tidigare i historien, men var på väg att dö ut genom läskunnighet, modernisering m.m., och det som kunde dokumenteras genom uppteckningar på 1800- och 1900-talen sågs som sämre kopior av bättre original och blev acceptabelt som en källa till forntiden men utan värde i sig.
| ”                    | Den vanligaste devolutionistiska tankegången är att folklor försvagas med tiden. En annan föreställning är att folklor "sjunker", uttunnas genom att övergå från "högre" till "lägre" skikt i samhället. Dessa två uppfattningar utesluter ingalunda varandra, och man kan i själva verket utan svårighet tänka sig att folklor, om den verkligen övergick från "högre" till "lägre" skikt lätt kunde undergå textmässig förvanskning samtidigt. Klassiska exempel på dessa uppfattningar är religionsforskaren Max Müllers teori om "språkets sjukdom", enligt vilken de ursprungliga namnen på vediska och andra gudar pga den semantiska devolutionen förblandades eller glömdes bort allteftersom tiden gick, och Hans Naumanns "gesunkenes Kulturgut", enligt vilken kulturföreteelser som uppkommit i det övre samhällsskiktet sipprade ned till det lägre skikt som felaktigt tänktes vara liktydigt med "folket". En logisk följdsats till denna teori om folklors "aristokratiska" ursprung var att folklor till stor del bestod av omarbetade kvarlevor som på något sätt lyckats överleva den antagna nedåtgående kulturöverföringen. | „ |
| – Dundes 1974, s. 1f | |   |

Antropologiskt funktionalistiska frågeställningar kring hur folklor fungerar i människors vardagsliv gjorde att sentida uppteckningar fick ett större egenvärde, till att börja med för att i detalj förklara hur äldre folklor användes och utövades. Detta skapade också ett intresse för människor som utövade folklor; från att tidigare främst varit knuten till nationer och möjligen bondeklassen inom nationer, blev de faktiskt utövande individerna och deras kunnande, läroprocesser, sociala status m.m., intressanta. Strukturalismen inom lingvistik och antropologi erbjöd alternativa synsätt på variationsproblemet: mot den äldre idén om urtexter som oavsiktligt förändras/försämras historiskt genom muntlig tradition ställdes tanken om folklorframförande som realiserande av en kompetens, där ett underliggande mönster kan varieras i konkreta utformningar. 
Introducerandet av bandspelare i insamlingsarbetet, och rörelsen av forskare ut i fält (tidigare hade det varit vanligt att insamlingsverksamheten sköttes genom ombud, till exempel lokala lärare och andra statliga tjänstemän, hembygdsentusiaster m.fl.) där de mötte levande folklor, gjorde att tesen om folklors utdöende måste förkastas. Vidare "upptäcktes" att folklor också fanns i den moderna stadsmiljön och inte behövde vara knuten till förindustriell bondemiljö för att existera. På detta sätt har begreppet folklor fått en annan betydelse i vetenskapliga sammanhang; från att beteckna vissa speciella former som hört hemma i särskilda sociala grupper i en historiskt avslutad epok, till att beteckna en del av det gemensamma livet i alla sociala grupper oberoende av historisk tid.

### Folkloristik på Island under 1980-talet
Folkloristiken har gamla anor på Island. Ser man till det isländska sägnerna finns det en mängd folkloristiskt material. I den äldsta av dessa historieskrivningar använde man sig i hög grad av folkloristiska berättelser. I de så kallade Fornaldarsögur Nordurlanda, 1300-talet, nedtecknades mycket folkloristik och mytologiskt material. Árni Magnússon, som var handskriftssamlare, började i slutet av 1600-talet att organiserat samla in folksagor på Island. Något som var mycket anmärkningsvärt var hur vetenskapligt han faktiskt gick tillväga då han samlade in dessa folksagor och hur han i högsta grad använde sig av samma metoder som bröderna Grimm gjorde 100 år senare.

### Vetenskapshistorisk översikt: Sverige
Folkloristiken i Sverige har en lång förhistoria. I det tidiga 1600-talet togs initiativ till att skapa källor som kunde användas för att ge den nyblivna stormakten Sverige en imponerande historieskrivning, genom att inventera arkeologiska lämningar, runinskrifter - och uppteckna muntlig tradition, vilket innebar att en mängd berättelser om lokal bebyggelsehistoria, forntida krig, kungar och riddare blev nedtecknade. Som kontinuerlig forskningstradition tar svensk folkloristik sin början i 1800-talets inledning, när de internationella romantiska strömningarna får uttryck i insamlings- och utgivningsverksamhet. Under 1800-talet är tre perioder speciellt intensiva. På 1810-talet kretsar intresset främst kring berättande visor, konkretiserat i skapandet av flera samlingar samt Erik Gustaf Geijers och A. A. Afzelius utgivning av Svenska folkvisor (1814-18). 
Från mitten av 1830-talet och omkring två decennier framöver tillkommer flera viktiga samlingar inom olika genrer: visor, sånglekar, vallåtar, sagor och sägner. På 1840-talet utkommer också Runa, utgiven av Richard Dybeck, som regelbunden tidskrift. Den tredje perioden sträcker sig från 1870-talet och fram till sekelskiftet. Grundandet av Skansen och Nordiska museet, och regionala hembygdsföreningar och hembygdsmuseer, landsmålsföreningar kring studentnationerna i Lund och Uppsala med syfte att ta till vara berättelser och sånger på respektive nations landskaps dialekter samt beskrivningar av folkliga seder, startandet av tidskriften Svenska Landsmål och Svenskt folkliv år 1878, bidrar på olika sätt till insamlande och utgivning av folklor. Några år in på 1900-talet institutionaliseras denna strömning på flera sätt: landsmålsföreningarnas samlingar bildar stomme till arkiv vid universiteten (Lund 1913, Uppsala 1914, Göteborg 1919), en särskild statlig folkmusikkommission tar ansvar för dokumentation av svensk folkmusik (1908).
Ett mer vetenskapligt problematiserat studium av folklor inleds med G. O. Hyltén-Cavallius Wärend och Wirdarne (1867-68), där han använder muntlig tradition för att återskapa småländsk forntid. Från senare delen av 1800-talet ägnar sig flera litteraturvetare, religionshistoriker och språkhistoriker åt folklor; som självständigt forskningsområde etableras det genom Carl Wilhelm von Sydow i Lund som disputerat på folksagostudien "Två spinnsagor" och tagit initiativ till bildandet av Folkdiktsarkivet i Lund. 1910 erhöll han en docentur i folkminnesforskning. 
Folkloristiken blev inte något självständigt universitetsämne utan inordnades i folklivsforskning som helhet. Detta skedde genom att en föreslagen professur i folkminnesforskning i Lund (med von Sydow som stark kandidat) ställdes mot en mer övergripande professur anknuten till Nordiska museet i Stockholm, och den sistnämnda inrättades 1919 under namnet nordisk och jämförande folklivsforskning. Vid senare omprövningar och nyinrättanden har folkloristik alltid setts som del av folklivsforskning eller etnologi, som benämningen blev på 1960-talet. Den professur som Dag Strömbäck tillträdde i Uppsala 1948 hade tillägget "särskilt folkloristik", men efter hans period fick den namnet "etnologi, särskilt europeisk" vilket idag är benämningen på landets samtliga professurer i etnologi. 
Von Sydow kom inte bara att representera en internationell forskningsgren utan blev också en av förnyarna av den. Både han och flera av hans elever, som Sven Liljeblad, Anna Birgitta Rooth och Jan-Öjvind Swahn blev internationellt betydande namn. Förutom verksamheten i Lund kom svensk folkloristik också att få viktiga fästen i Göteborg och Uppsala. I Göteborg bildades Västsvenska folkminnesföreningen (VFF) 1919 dels med eget arkiv (VFA), dels som stöd till Institutet för folklor vid Göteborgs högskola (IFGH). VFF var från 1920-talet drivande i utgivningen av tidskriften Folkminnen och Folktankar (1914-44), som startats av von Sydow. Ledande namn i Göteborg var Waldemar Liungman, Sverker Ek, Hilding Celander samt arkivarierna Carl-Martin Bergstrand och efter honom Julius Ejdestam. I Uppsala fick landsmåls- och folkminnesarkivet från slutet av 1920-talet en folkloristisk verksamhet knuten till det internationella folkkulturatlasarbetet, företrädda av bland andra Åke Campbell och senare Åsa Nyman. Dag Strömbäck tillträdde som arkivchef i Uppsala 1940, en befattning som inordnades i hans professur 1948. Han kom att företräda en forskning där sambandet med nordisk vikinga- och medeltid betonades starkt. Bland hans elever kan nämnas Bo Almqvist och Bengt R. Jonsson. Efter Strömbäck blev Anna Birgitta Rooth professor i etnologi i Uppsala 1972-84, med bland annat en internationellt uppskattad forskning kring nordamerikanska indianers folklor och kring sambandet mellan folklor och medeltida europeisk ikonografi. 
I Stockholm utövades folkloristiken i stor utsträckning från Nordiska museet, där intendenten Nils Edvard Hammarstedt från sekelskiftet företedde en religionshistoriskt inriktad forskning kring tro och sed. Hans samlingar bildade stommen i något som blev en särskild folkminnessamling. Från slutet av 1930-talet skedde en betydande insamlings- och utgivningsverksamhet genom Mats Rehnberg och Carl-Herman Tillhagen. Rehnberg blev senare professor i folklivsforskning i Stockholm (1969-81) och Tillhagen föreståndare för Nordiska museets folkminnessamling 1946-72. Tillhagen hade under 1960-talet en viktig roll i det internationella forskningssamarbetet kring folkmedicin och folksägner. Hans elev Bengt af Klintberg kom som ansvarig för folkloristikundervisningen vid institutionen för folklivsforskning i Stockholm 1969-86 att inta en ledande position nationellt, bl.a. genom en serie textutgåvor ämnade som läroböcker och förmedling av internationell nyorientering. Med hans studier av nutida sägner på 1970-talet introducerades den nya synen på folklor som nutidsfenomen i Sverige.

## Universitet
Folkloristisk forskning förekommer och bedrivs främst inom det akademiska ämnesområdet etnologi, det som tidigare kallades folklivsforskning. I Sverige bedrivs forskningen vid universiteten i Göteborg, Lund, Stockholm, Umeå och Uppsala. Även inom angränsande ämnen kan folkloristiskt orienterad forskning förekomma, till exempel inom musikvetenskap, litteraturvetenskap, religionsvetenskap, språkämnen, arkeologi. Nämnas skall också den forskning om svensk och nordisk folklor som bedrivs vid flera universitet i USA, till exempel inom avdelningar för folkloristik eller Scandinavian Studies, samt den svenskspråkiga undervisningen och forskningen i ämnet folkloristik som bedrivs vid Åbo Akademi.

## Arkiv

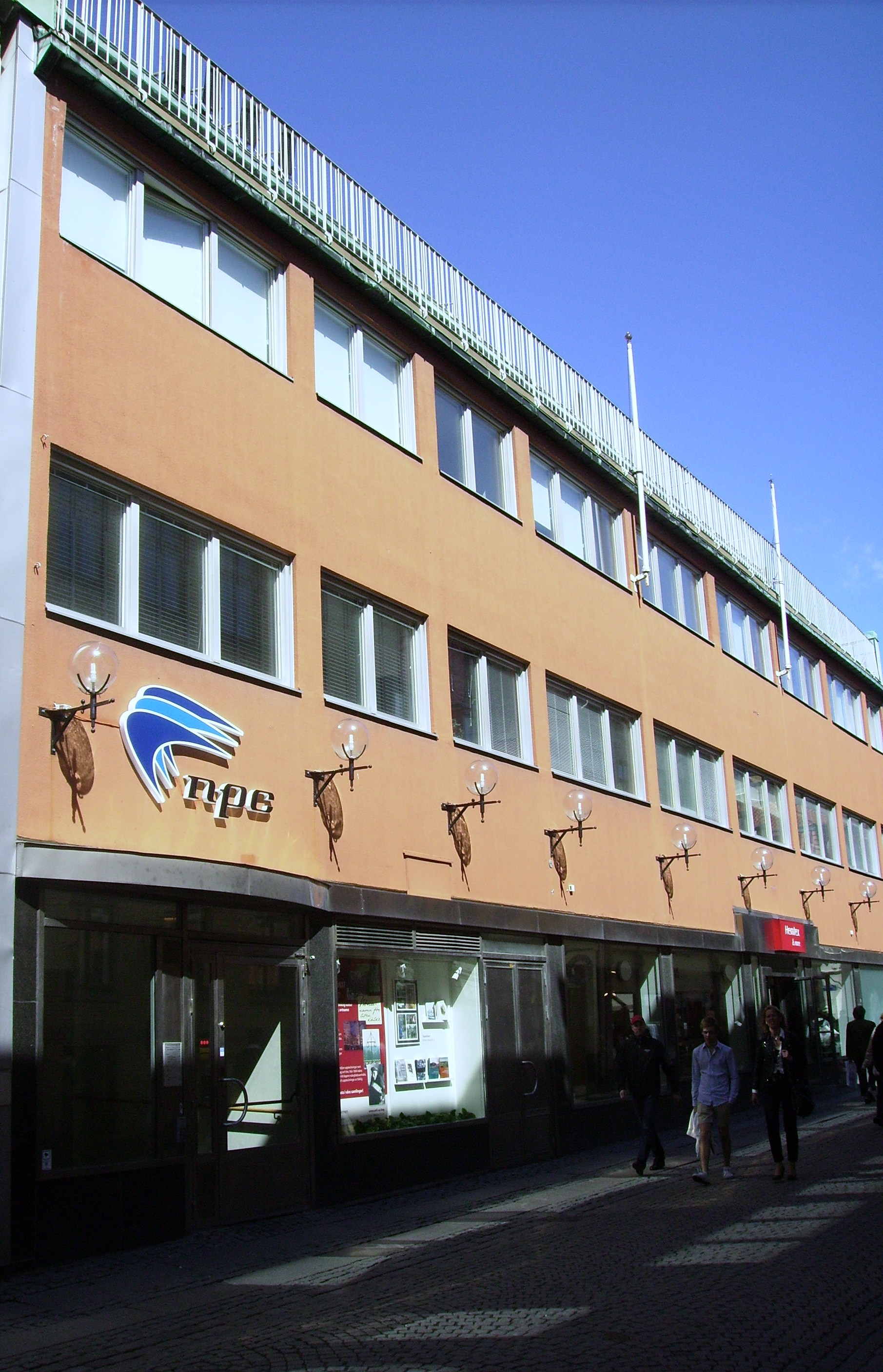
Dialekt-, ortnamns- och folkminnesarkivet i Göteborg på Vallgatan 22.

Forskning finns också inbegripen i verksamheten hos olika arkiv och museer. Några av de viktigaste folklorarkiven är administrativt sammanförda inom myndigheten Språk- och folkminnesinstitutet (SOFI). De ansvarar för att samla in, bevara och tillhandahålla material kring dialekter, ortnamn, folkminnen, folkmusik och svensk jazzhistoria. De arkiv som är aktuella för folkloristisk forskning är främst:
- DAG, Dialekt-, ortnamns- och folkminnesarkivet i Göteborg. År 1919 bildades Västsvenska folkminnesföreningen med syfte att teckna ned traditioner. Under 1920-talet utökades arkivet genom en pristävling i samarbete med Göteborgs-Posten och andra tidningar. År 1926 var föreningen med om att bilda Institutet för folkminnesforskning vid Göteborgs högskola (IFGH). Från 1970 kallades det för Institutet för folklor, och sedan 1979 var det organisatoriskt lierat med Dialekt- och ortnamnsarkivet i Göteborg. År 1981 bytte man namn till Dialekt-, ortnamns- och folkminnesarkivet i Göteborg. Arbetsområdet är Halland, Bohuslän, Västergötland, Dalsland och Värmland om det gäller traditioner.[9]
- DAUM, Dialekt-, ortnamns- och folkminnesarkivet i Umeå. År 1951 bildades stiftelsen Folkmåls- och Folkminnesundersökningen i Övre Norrland (FFNÖ). Från 1971 hade det namnet Dialekt- och ortnamnsarkivet i Umeå, men 1981 fick arkivet sitt nuvarande namn. Arbetsområdet är Norrbottens, Västerbottens, Västernorrlands och Jämtlands län. Samarbetet med ULMA har varit omfattande.[10]
- SVA, Svenskt visarkiv, Stockholm.
- f.d. ULMA, Folkminnesavdelningen i Uppsala. Förkortningen står för Uppsala landsmålsarkiv. Olika landsmålsföreningar i Uppsala fr.o.m. 1870-talet utgör grunden för arkivsamlingarna. Redan i slutet upphörde de flesta sin verksamhet. Samlingarna fick mestadels plats i Landsmålsarkivet, som grundades 1914. År 1928 organiserades en folkminnesavdelning vid arkivet.[11]
- LUF, Folklivsarkivet i Lund. År 1913 inrättades Lunds universitets folklivsarkiv. Det blev det första självständigar arkivet i sitt slag i Norden. Från 1940-talet kallas det Folklivsarkivet. Från början arbetade Carl Wilhelm von Sydow och Tobias Norlind vid arkivet. Vid mitten av 1920-talet avgränsades arbetsområdet till Skåne, Blekinge, Öland, södra Småland och södra Halland. Folklivsarkivet har haft ett samarbete med Kyrkohistoriska institutionen och Kyrkohistoriska arkivet i Lund (1942).[12] Folklivsarkivet är indelat i:
  - Manuskriptarkivet (M)
  - Gårdsarkivet (G)
  - Bildarkivet (B)
  - Mandelgrenska arkivet
  - Skånes musiksamlingar

I Finland finns ett centralt arkiv för svenskspråkig folklor, Svenska Litteratursällskapets Folkkultursarkiv i Helsingfors med en filial i Vasa, Österbottens traditionsarkiv. I Vasa finns också Finlands svenska folkmusikinstitut, centralinstitution för forskning om finlandssvensk folkmusik. 
Dessutom har flera olika regionala museer folklorsamlingar i varierande utsträckning. Av länsmuseer har Västernorrlands museum i Härnösand, Varbergs museum, Örebro läns museum större äldre samlingar. De senaste[när?] decennierna har dokumentation av musik, speciellt folkmusik, blivit programpunkt för flera museer, bl.a. Dalarnas museum, Västernorrlands museum och Värmlands museum.

## Tidskrifter och årsböcker
Folkloristisk forskning redovisas och genereras genom en mängd tidskrifter och årsböcker:
- Arv, Nordic Yearbook of Folklore (1945-)
- Arv: tidskrift för nordisk fornminnesforskning
- Tradisjon (1971-)
- Kulturella Perspektiv (1992-)
- Rig (1918-)
- Ethnologia Scandinavia (1971-)
- Nord-Nytt (1967-)
- Budkaveln (1922-)
- Torbaggen (1981-94)
- Svenska Landsmål (1878-)
- SUMLEN (1976-95)
- Noterat (1996-)
- Fataburen
- Kulturen
- Källan (1994-)
- Folk och Musik
- Folkminnen och folktankar (1914-44)
- Arv. Folkkultur (1941-46)
- Folklore Fellows Communications
- Journal of American Folklore
- Journal of Folklore Research
- International Folklore Review
- Fabula
- Jahrbuch für Volksliedforschungt
- Ethnomusicology, Yearbook of Traditional Music
- The world of music
- Oknytt